# Tascina
Tascina is een geslacht van vlinders van de familie Castniidae, uit de onderfamilie Tascininae.

## Soorten
- T. dalattensis Fukuda, 2000
- T. metallica Pagenstecher, 1890
- T. nicevillei (Hampson, 1895)
- T. orientalis Westwood, 1877